# Beşevler
Beşevler (Las quintas, Beshevler en castellano) es una estación de Ankaray, componente del metro de la ciudad de Ankara, Turquía que se encuentra en el barrio homónimo, del distrito de Çankaya.